# Поводырь

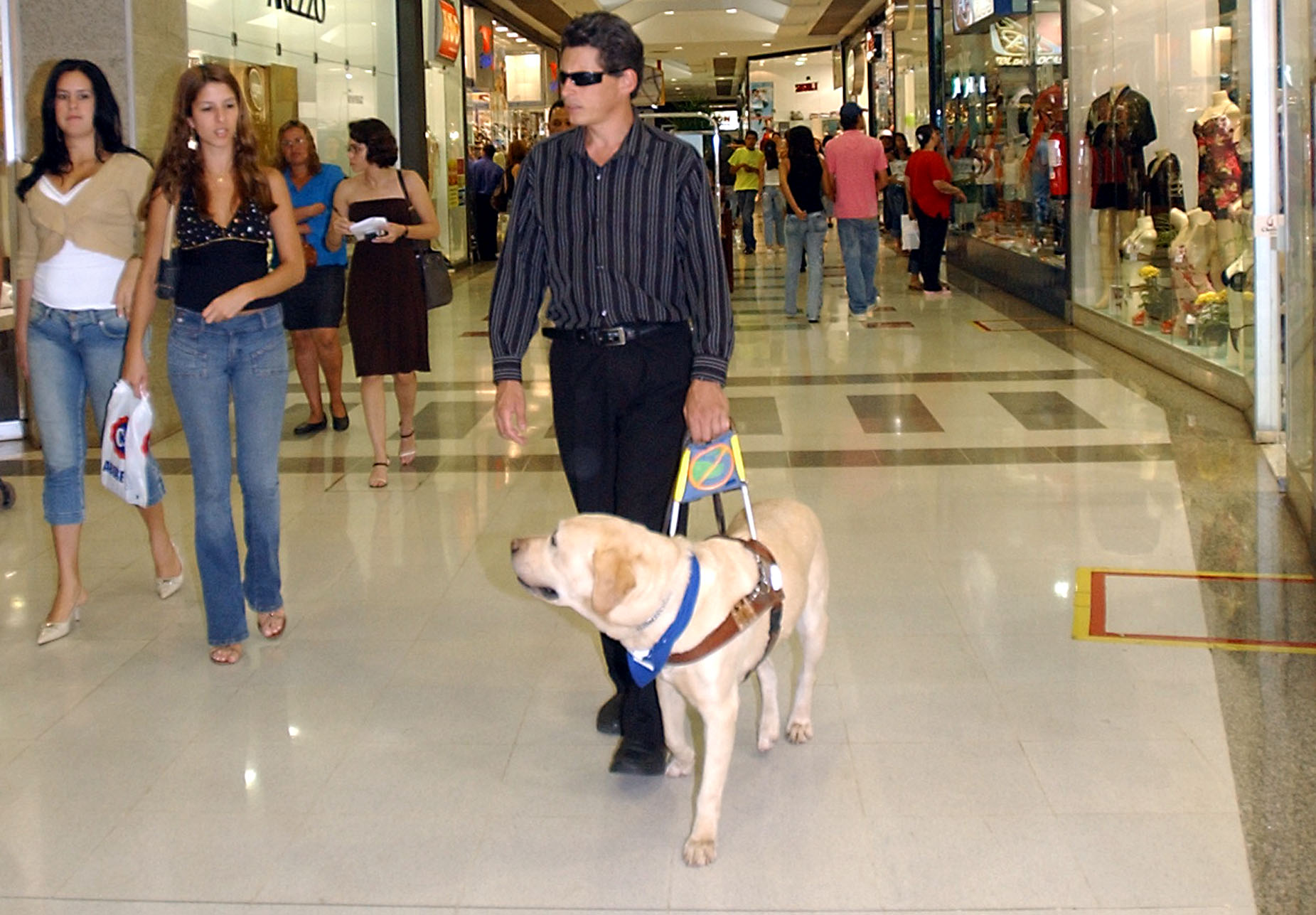
Собака-поводырь

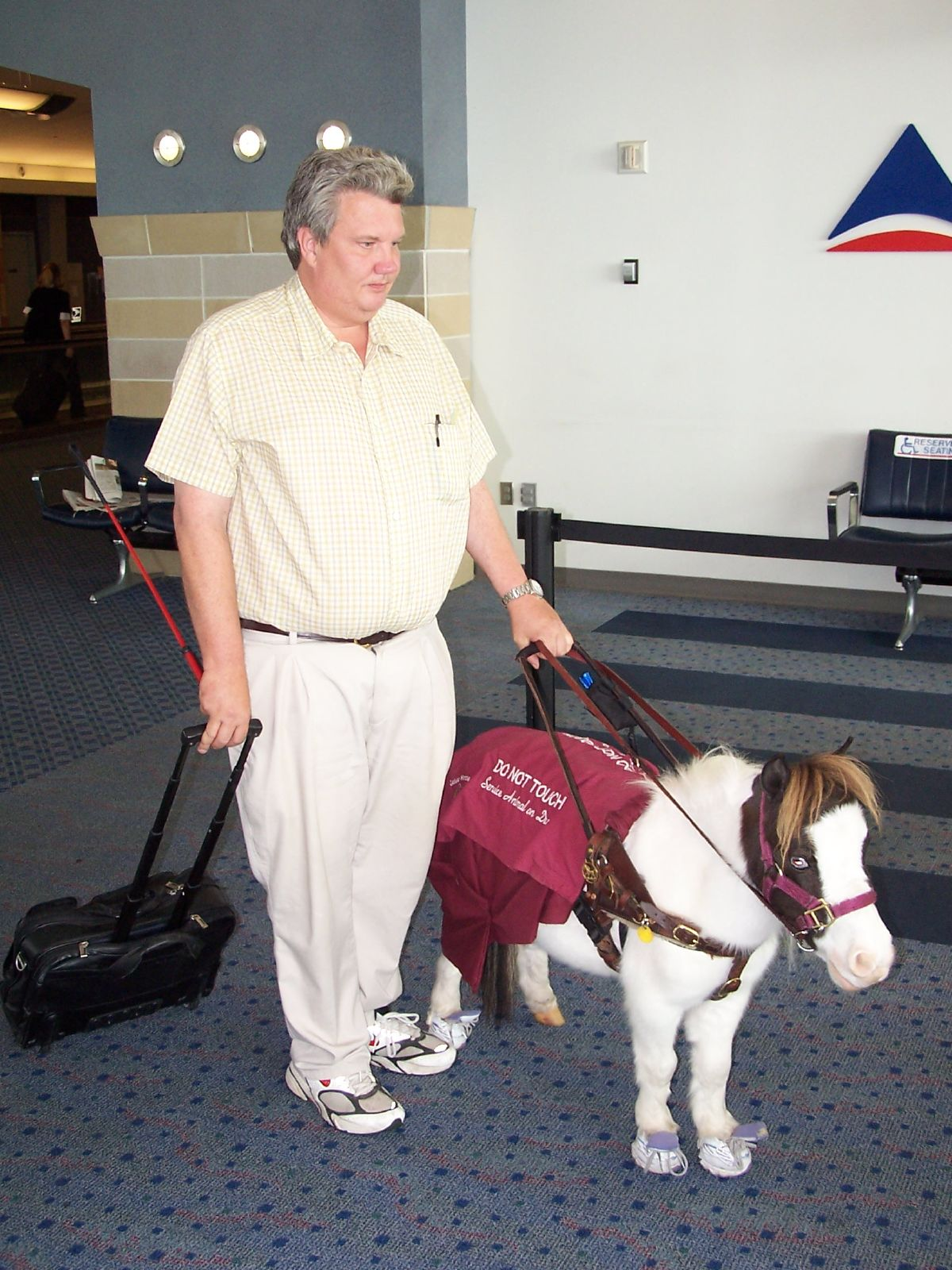
Лошадь-поводырь

Поводы́рь — человек, животное или специальное устройство, функцией которого является оказание помощи слепому во время передвижения. Устаревшие значения слова — провожатый, проводник, ведущий. Также — животное, идущее впереди стада. Первоначально, это понятие включало в себя работу, которую обычно выполняли мальчики-подростки и нищие. В мировой литературе есть немало произведений, в которых упоминаются старики-слепцы и мальчики-поводыри. Эти излюбленные в литературе персонажи упоминаются, например, в произведениях Софокла («Антигона»), Чарлза Диккенса («Мадгофские записки»), Тараса Шевченко («Кобзарь»), Льва Кассиля («Кондуит и Швамбрания»), Викентия Вересаева («В тупике») и многих других авторов. Также и в изобразительном искусстве мальчик-поводырь, как персонаж, встречается во многих произведениях, например, в картинах Лукаса ван Лейдена «Исцеление иерихонского слепца» (1531), Хосе де Риберы «Нищий слепец» (1632), Василия Перова «Чаепитие в Мытищах, близ Москвы» (1862), Николая Сверчкова «Дорожные» (1855) и т. д.
Позже, выполнение этой функции начали чаще возлагать на животных, например, специально обученных собак-поводырей.

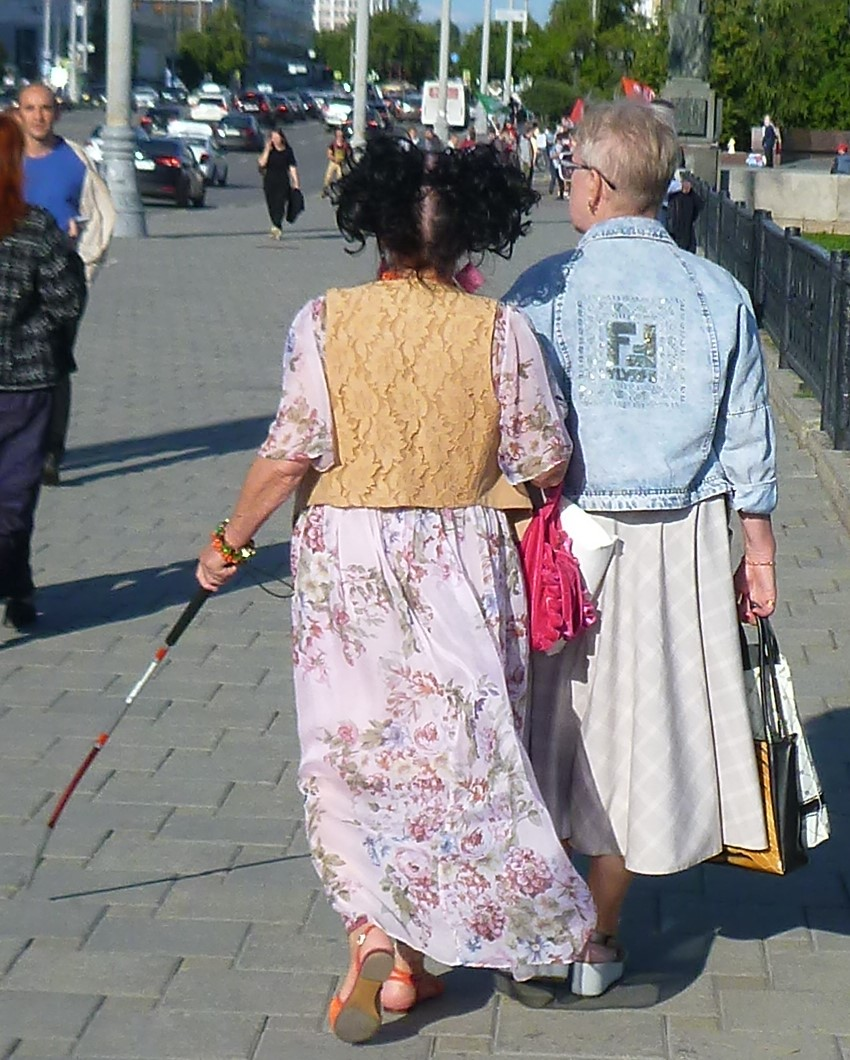
Женщина-поводырь (справа) в Екатеринбурге, 6 июля 2021 года

В последнее время, для этой цели начинают всё чаще применять специальные приспособления, механизмы и устройства, например, мобильные телефоны в памяти которых заложены расписания движения автобусов, трамваев и поездов, а также карты. Активировав ранее записанный маршрут или дав голосовую команду, человек может получить точные инструкции по ориентированию на местности. Созданы образцы спутниковой навигационной системы для людей с нарушениями зрения. Система включает в себя мобильный телефон, навигационный приёмник и синтезатор речи. После того, как пользователь укажет свой маршрут, система, посредством спутников, начинает отслеживать каждое движение пользователя и передавать ему через миниатюрный наушник голосовые сообщения: «направо», «налево», «вперёд» и т. д. Такие приборы помогают людям, лишённым зрения, находить дорогу и ориентироваться в любой местности.